# Кемп Верде
Кемп Верде (на английски: Camp Verde) е град в окръг Явапай, щата Аризона, САЩ. Кемп Верде е с население от 10 797 жители (2007) и обща площ от 110,3 km². Намира се на 959 m надморска височина. ЗИП кодът му е 86322, а телефонният му код е 928.